# Luancos
Os luancos chamados assim por Ptolomeu (também conhecidos como "longos") era um povo galaico do Convento bracarense que habitava entre o rio Tâmega e o rio Tua, a norte do rio Douro no atual território português e galego.
Um patriarca luanco ficou registado na mitologia grega como Lynko (Linceu). O nome "Luanco" foi-lhes atribuído, possivelmente, porque este povo se identificava com os linces. Era um povo caçador e preferia viver em planaltos altos, o que o norte de Portugal oferecia.